# Річка

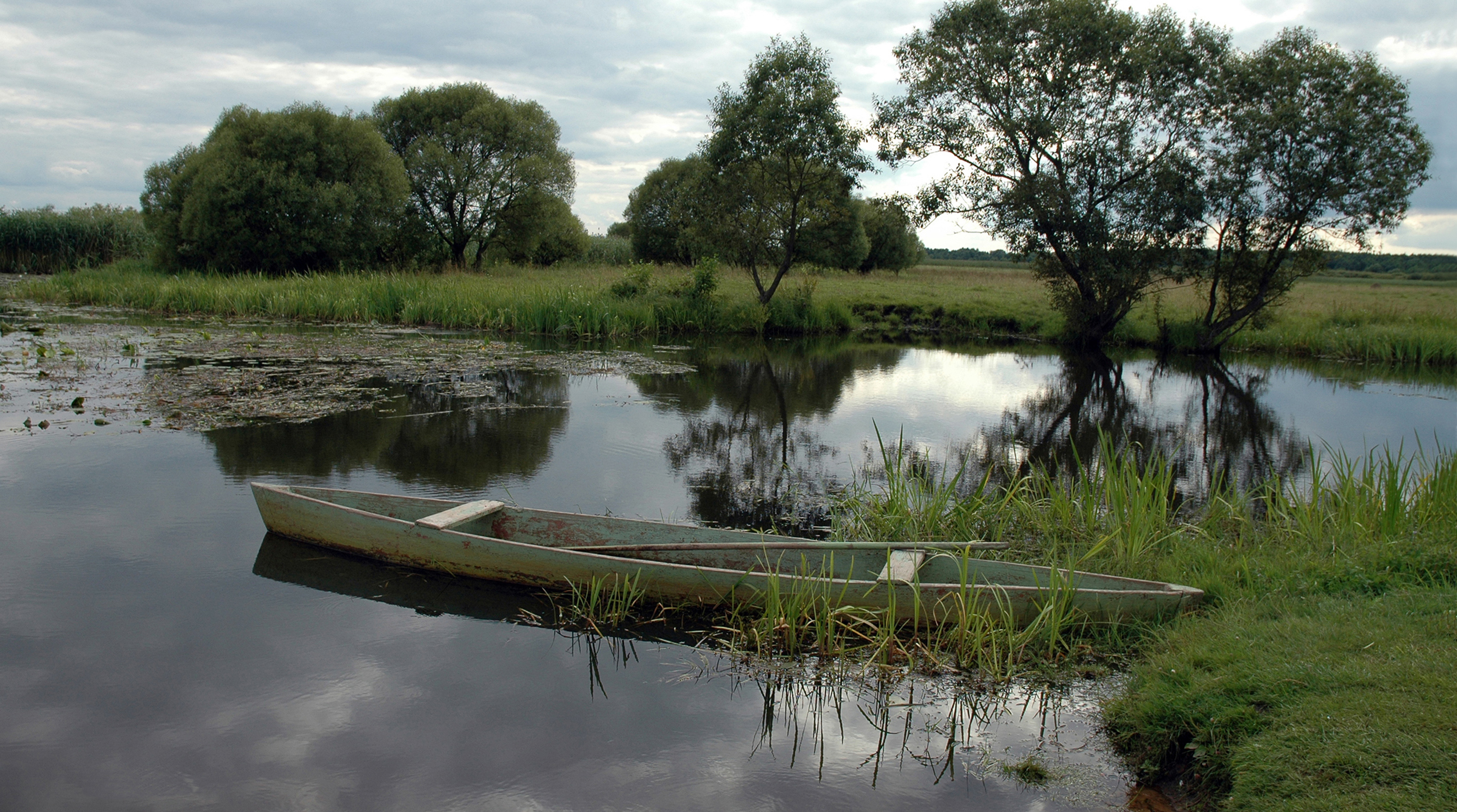
Річка

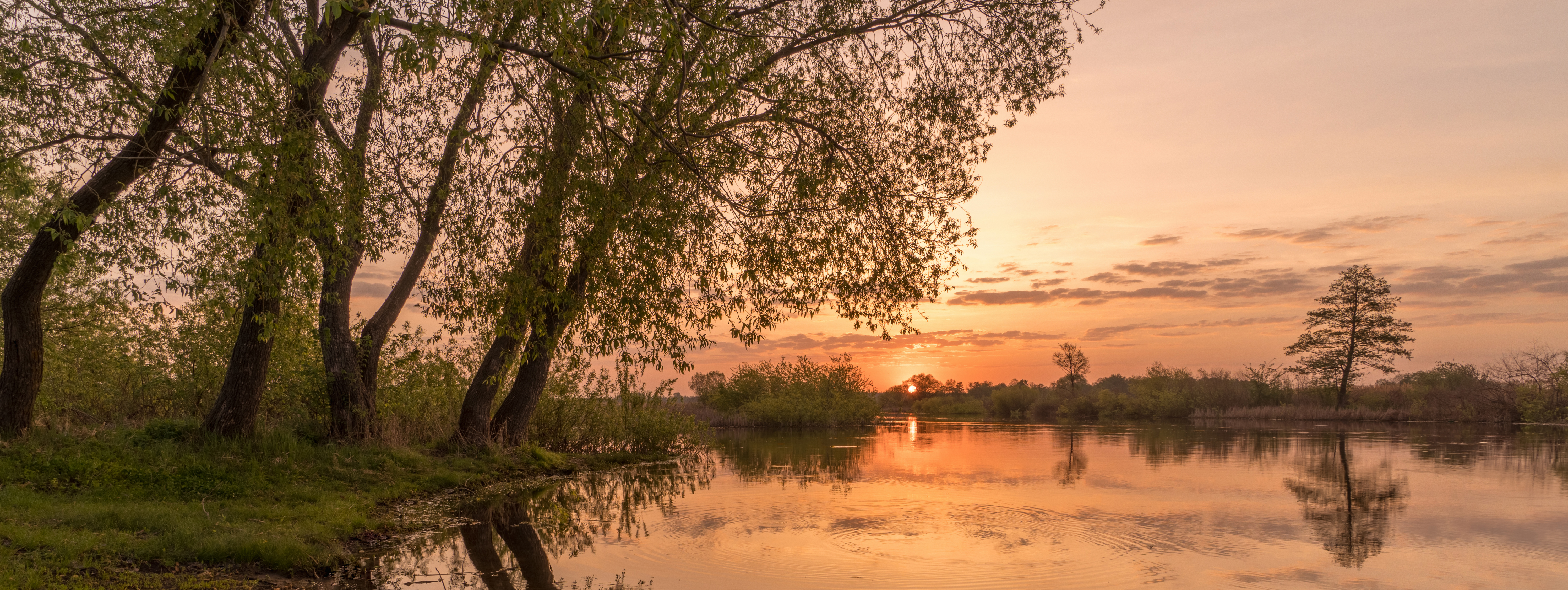
Річка Сула, Полтавська область

Рі́чка (рідше ріка́) — природний водний потік (водотік), який бере початок із джерела, озера, болота чи краю льодовика, має власне природне річище (русло) і тече під дією сили тяжіння; живиться водами поверхневого  та підземного стоку свого водозбору. За характером протікання розрізняють річки гірські та рівнинні. 

## Фізичні характеристики

### Загальні відомості

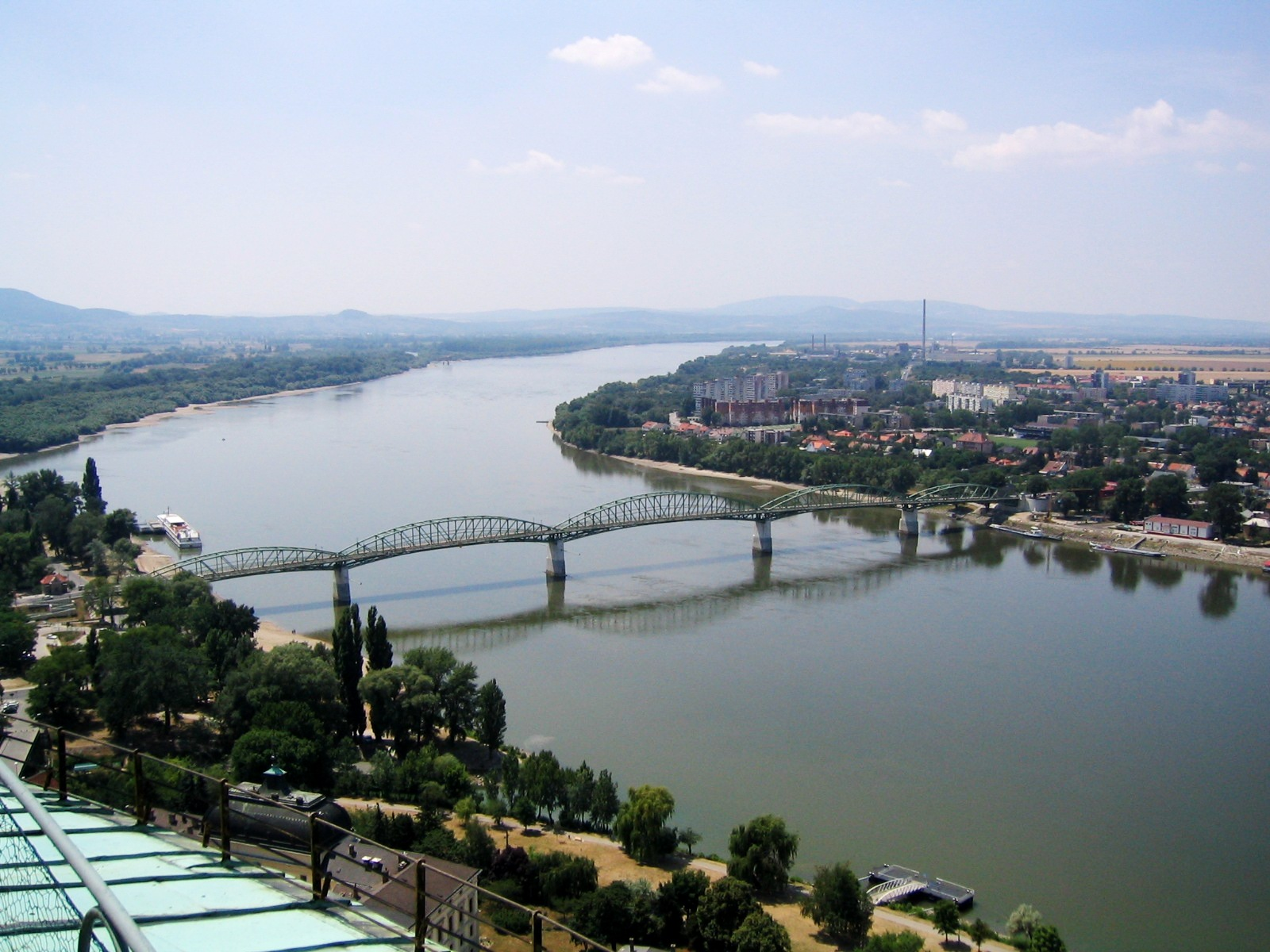
Рівнинна річка Дунай, міст поєднує Угорщину та Словаччину

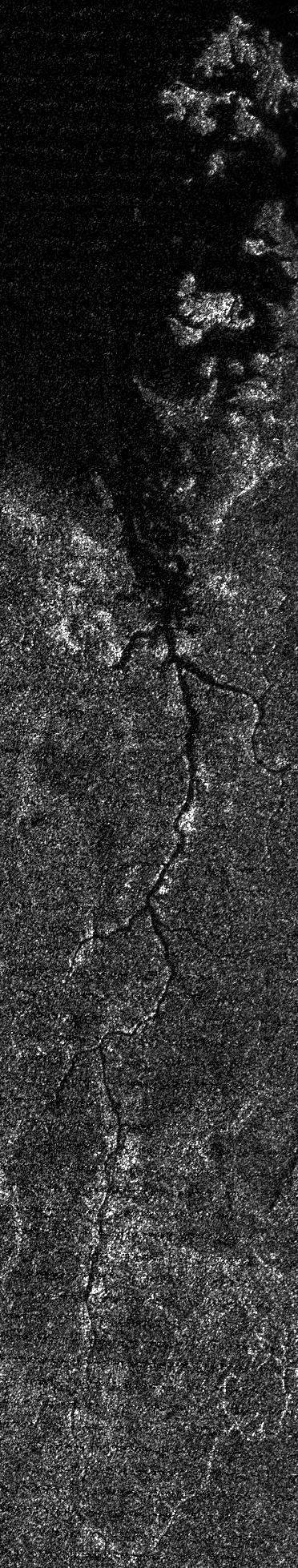
Радіолокаційне зображення з 400-кілометрової річки метану і етану поблизу північного полюса супутника Сатурна, Титан

Річка характеризується довжиною, шириною і глибиною русла, поперечним перерізом русла, падінням, похилом, швидкістю течії, витратою води та річним стоком, площею водозбірного басейну, стоком наносів, хімічним складом води.

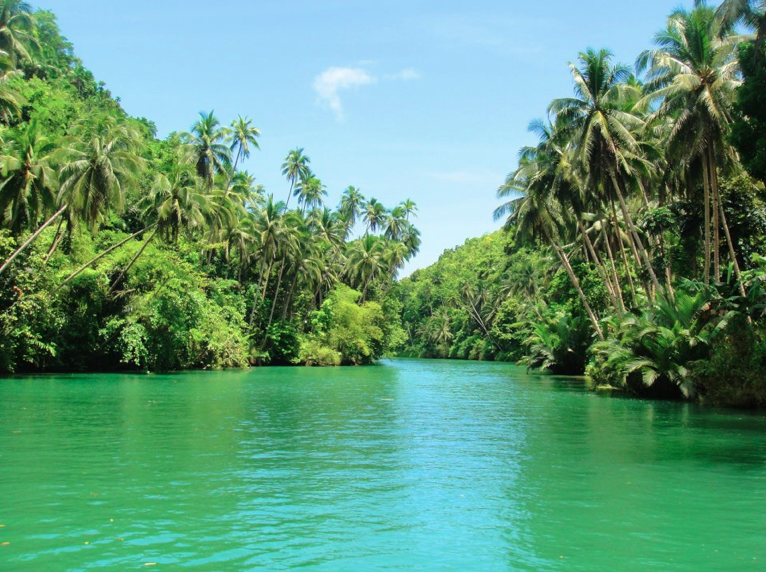
Бохол, Філіппіни.

Річками вважають природні водотоки, які мають довжину понад 10 км[джерело?], а коротшим дають назву струмок, а ще — потік. Річки завдовжки до 100 км, вважають малими, від 100 до 500 км — середніми, а понад 500 км — великими.
Річка має місце свого зародження — витік і місце (ділянку) впадіння в океан, море чи озеро або злиття з іншою річкою — гирло. Часто гирло є у вигляді дельти, коли тут накопичується велика кількість нанесеного осадового матеріалу і річка розчленовується на численні рукави. Інколи гирло є у вигляді естуарію, коли річка не утворює дельту, оскільки річкові наноси відносяться в море. Один із видів естуарію — губи.
Річки, що безпосередньо впадають в океани, моря чи озера або зникають у пісках і болотах, називають головними; ті, що впадають у головні річки, — притоками.
Головна річка з усіма її притоками утворює річкову систему. Густота річкової мережі — це протяжність (км) усіх річок на території водозбірного басейну цих річок, поділена на площу (км2) цього басейну. 
Поверхню суші, з якої річкова система збирає свої води, називають сточищем  водозбором або водозбірною площею. Водозбірна площа разом з верхніми шарами земної кори, де розташована певна річкова система, відокремлена від інших річкових систем вододілами, називають річковим басейном.
Річки зазвичай течуть у витягнутих знижених формах рельєфу — долинах, найбільш знижену частину яких, зайняту водним потоком постійно, називають руслом, а частину дна долини, що заливається високими річковими водами під час повеней або паводків — заплавою або заплавною терасою. Вище від заплави розташовані тераси, що колись були заплавами. Тераси — частини річкової долини, які зазвичай не заливаються водою.
У річищах чергуються глибші місця з повільною течією — плеса та мілководі ділянки зі швидкою течією — перекати. Лінія найбільших глибин русла утворює фарватер, а лінію найбільших швидкостей течії називають стрижнем. Рівнинні річки часто утворюють меандри — петлі або звивини русла.
У місцях виходів твердих гірських порід, які перетинають шлях річки, утворюються пороги. Особливо багато порогів на гірських річках, де річище складене твердими породами, а швидкість течії велика. Падіння води з високого уступу в руслі річки називається водоспадом. Найвищий водоспад на Землі — Анхель (979 м) на річці Чурун (притока Оріноко в Південній Америці).
Різницю висот між витоком і гирлом річки називають падінням річки; відношення падіння річки (або окремих її ділянок) до їхньої довжини називають похилом річки (ділянки). 
Довжина річки — відстань річки від витоку до гирла.
Річки — одна з могутніх зовнішніх сил Землі. Як усі зовнішні сили планети, вони виконують три види роботи в природі: руйнування, перенесення та відкладення гірських порід. Руйнівну роботу річок називають річковою ерозією. Під час цієї діяльності річка розмиває, розширює й поглиблює річкову долину, і чим більший нахил поверхні, по якій тече річка, тим швидше йде процес ерозії. Тому гірські річки мають глибокі та вузькі річкові долини, а рівнинні, де похил менший, — неглибокі річкові долини. По всій течії річки відбувається перенесення твердих частинок, які відкладаються на завороті річок, а в деяких річках у гирлі, утворюючи дельту.
По поверхні земної кулі річки розподілені вкрай нерівномірно. На кожному материку можна позначити головні вододіли — межі областей стоку, що поступає в різні океани. Головний вододіл Землі ділить поверхню материків на 2 основні басейни: атлантико-арктичний (стік з якого поступає в Атлантичний і Північний Льодовитий океани) і тихоокеанський (стік в Тихий та Індійський океани). Обсяг стоку з території першого з цих басейнів значно більший, ніж з другого.
Густота річкової мережі і напрям течії залежать від комплексу сучасних природних умов, однак часто тою чи іншою мірою зберігають риси колишніх геологічних епох. Найбільшої густоти річкова мережа сягає в екваторіальному поясі, де течуть найбільші річки світу — Амазонка, Конго; в тропічних і помірних поясах вона також буває високою, особливо в гірських районах (Альпи, Кавказ, Скелясті гори тощо). У пустельних районах поширені тимчасові річки, що зрідка внаслідок інтенсивних злив перетворюються на могутні потоки (річки рівнинного Казахстану, ваді Сахари, крики Австралії тощо).

### Класифікація
- Залежно від рельєфу місцевості, в межах якої течуть річки, їх поділяють на гірські та рівнинні. На багатьох річках чергуються ділянки гірського і рівнинного характеру. Гірські річки зазвичай вирізняються великими ухилами, бурхливою течією, вузькими долинами, переважанням процесів розмиву. Для рівнинних річок характерна наявність звивин русла або меандрів, що утворюються в результаті руслових процесів. На рівнинних річках чергуються ділянки розмиву русла й акумуляції наносів, в результаті яких утворюються осередки і перекати, а в гирлах — дельти. Іноді відгалужені від річки рукави зливаються з іншою річкою.
- За розміром басейну річки поділяються на (Водний кодекс України):
  - великі річки — понад 50 тис. км²;
  - середні річки — 2-50 тис. км²;
  - малі річки — менше 2 тис. км².

- За способом живлення річки поділяють на снігові, дощові, річки підземного живлення, льодовикові, змішаного типу;
- За стійкістю русла — стійкі та нестійкі;
- За льодовим режимом — замерзаючі, незамерзаючі.

### Водний режим
Водний режим річки характеризується витратами й стоком. Витрата — кількість води, що проходить через поперечний переріз річки за одиницю часу. Зазвичай витрата вимірюється в кубометрах за секунду (м³/с). Вона дорівнює площі поперечного перерізу помноженій на середню швидкість річки. Витрата води за тривалий період — місяць, сезон, рік — називається стоком.
Найповноводніша річка земної кулі — Амазонка. Її середня витрата — 209 000 м³/с. На другому місці стоїть Конго з витратою 39 536 м³/с).
Значну частину водного потоку становлять тверді речовини й розчинені солі. Весь твердий матеріал, що переносить річка, називається твердим стоком. Від об'єму твердого стоку залежить мутність води. Наймутнішою річкою світу є річка Хуанхе, яка за рік виносить 1,3 млрд тонн зважених наносів.
Режим річки — це зміна величини витрати води за порами року, коливання рівня, зміна температури води. Режим річки значною мірою залежить від типу живлення. У водному режимі річок протягом року виділяють періоди, які називаються межень, повінь, паводок.
Межень — найнижчий рівень води в річці. Під час межені витрата води в річці незначна, головне джерело живлення — підземні води. В помірних широтах буває літня й зимова межень. Літня межень наступає в результаті поглинання води поверхнею й високою випаровуваністю, зимова межень — в результаті відсутності поверхневого живлення.
Повінь (водопілля) — високий і тривалий підйом рівня води в річці, який супроводжується затопленням заплави і спостерігається кожного року в один і той самий сезон. Під час повені річки здебільшого мають найбільшу водність, на цей період припадає більша частина річного стоку. Повені викликаються весняним чи літнім таненням снігу й льоду. Часто повені пов'язані з довгими дощами в теплу пору року.
Паводок — швидке, але короткочасне підняття рівня води в річці. На відміну від повені паводки виникають нерегулярно. Виникає зазвичай через інтенсивні дощі або різке танення снігу під час зимової відлиги. Часто гірські річки під час численних паводків впродовж року переносять більше води, ніж під час щорічного водопілля. Рівні води під час катастрофічних паводків також можуть значно перевищувати рівні води, які фіксуються під час повені.
За водним режимом впродовж року виділяють річки з весняним водопіллям, водопіллям у теплу частину року та паводковим режимом.

### Гідрохімічний режим
Наявність у воді солей зумовлює мінералізацію річкових вод. Вода всіх великих річок — прісна (мінералізація до 1000 мг/дм³, або до 1 г/дм³). Малі річки можуть мати мінералізацію води, яка значно перевищує ці межі (на півдні України до 3 г/дм³), оскільки хімічний склад їх вод відображає місцеві умови формування — породи, ґрунти (солонці, солончаки тощо). Винос хімічних речовин річками називається іонним стоком.
Для гідрохімічного режиму річок характерним є зменшення мінералізації води під час повені і паводків за рахунок розбавлення маломінералізованими атмосферними опадами і зростання — в меженні періоди (коли збільшується притік мінералізованіших підземних вод.

## Використання

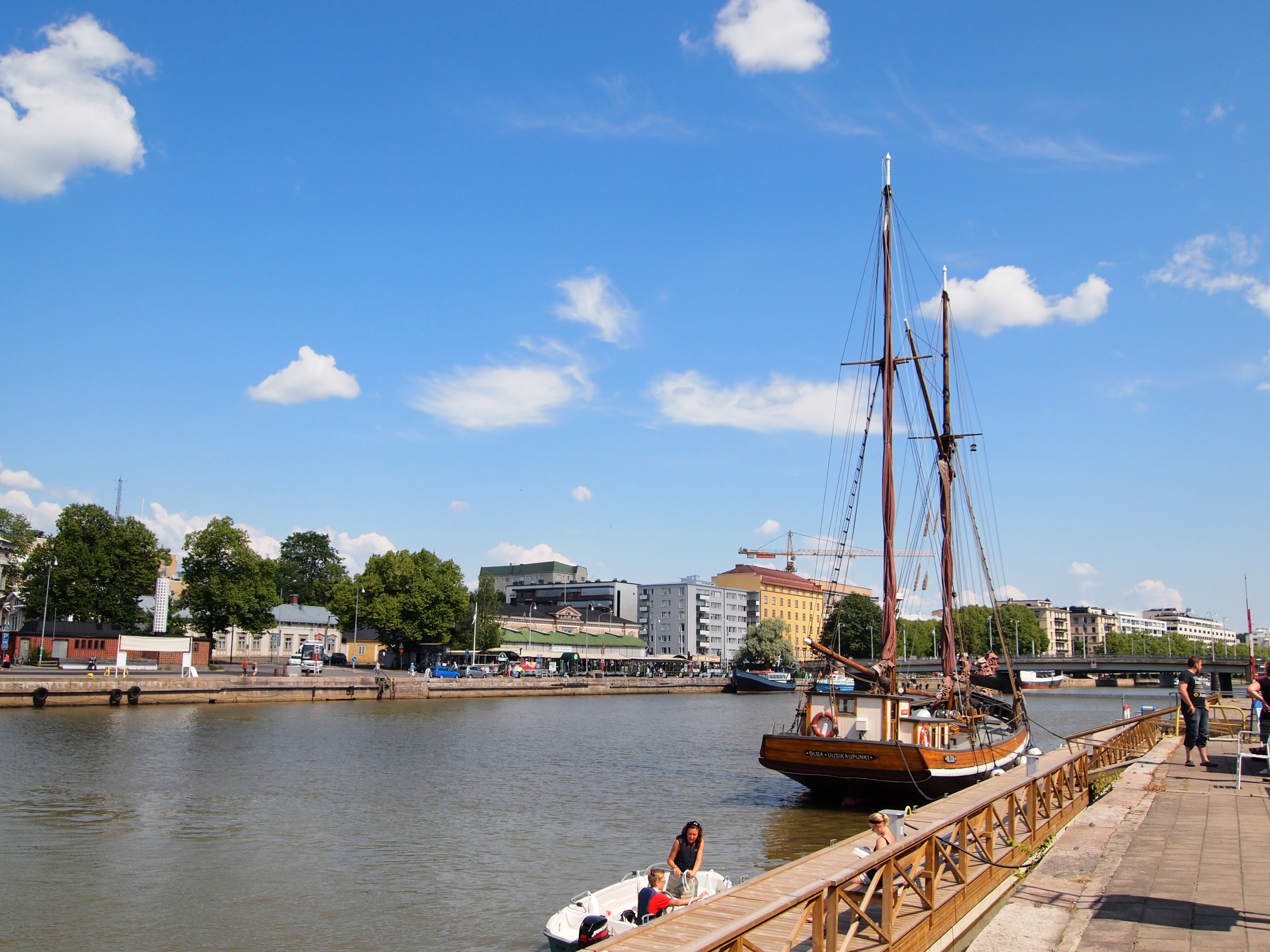
Річка Аура в Турку, Фінляндія

У далекому минулому береги наземних водойм, зокрема річок, найчастіше ставали місцями поселень людей, виникнення міст. Річки були головними шляхами сполучення. Їх використовували як транспортні артерії, якими на човнах та кораблях переправляли різні товари, худобу, людей. На річках будували водяні млини, сплавляли ліс. Деякі осередки залежали не лише від наявності річок як таких, а й від їхнього циклу. Зокрема, у Стародавньому Єгипті чітко відстежувався цикл повеней Нілу, люди навіть навчилися передбачати їх наближення завдяки астрономічним спостереженням, оскільки на розливах Нілу ґрунтувався також сільськогосподарський цикл древніх єгиптян.
У наші дні річки набули ще більшого значення. Їх досі використовують як транспортні шляхи, причому зі зростанням обсягів виробництва та видобувної промисловості, обсяги перевезень річковими суднами тільки зростають. Річки також досі залишаються важливими джерелами питної води. Нині воду річок використовують для роботи фабрик і заводів, для систем охолодження (зокрема, на АЕС). На річках будують гідроелектростанції. Також воду річок використовують для зрошення полів.

## У культурі

Середньовічна ідіограма, що зображає мапу світу. Вертикальна лінія — середземномор'є, горизонтальна лінія ліворуч — річка Ніл, праворуч — річка Дон

‎Річка — амбівалентний символ, що відповідає як творчій, так і руйнівній силі природи. З одного боку, вона означає родючість, рух і очищення, а з другого боку — перешкоду, небезпеку, пов'язану з потопом, повінню. У низці міфологій річка як символ деякого «стрижня» Всесвіту, світового шляху, пронизує верхній, середній і нижній світи, виступаючи як космічна (чи світова) річка. Деякі традиції описують дві космічні річки, що течуть паралельно (іноді з неба) і впадають у спільне море. В іншому варіанті з моря чи озера, що знаходиться в центрі Всесвіту, випливають головні річки чи одна річка. Джерела знаменитої в якомусь відношенні річки часто відносилися до якої-небудь надприродної сфери; наприклад, джерело Нілу — до священної ущелини, а ключових річок Азії (Брахмапутра, Ганг, Інд і Амудар'я) — до світової гори Міру.
Широко поширена в різних традиціях ідея чотирьох сторін світу, що задають структуру простору. В індуїзмі чотири річки раю течуть з гори Міру, утворюючи горизонтальний хрест земного світу і співвідносячись з чотирма елементами, чотирма фазами циклічного розвитку, чотирма епохами (югами). Чотири річки, що вказують сторони світу, відомі в шумеро-семітській традиції, у біблійних легендах, є вони й у мусульманській традиції; згадані чотири річки й у «Молодшій Едді». Чотири річки раю, що течуть у напрямку чотирьох сторін світу, беруть початок у джерелі чи колодязі біля коренів Дерева Життя або в скелі під ним у центрі раю.
Для багатьох великих цивілізацій, добробут яких залежав від зрошення полів природними водами, річки були важливими символами родючості, очищення і відновлення. Річка — артерія землі і джерело життя для людей осідлих культур. Загальноприйняте уявлення про райські потоки, що течуть від Дерева Життя, є метафорою божественної енергії, духовної їжі, творчої сили, що витікає зі свого неявного джерела в явне і підживлює весь Всесвіт.
Своїм плином, динамікою розливів річка визначає вирішальні для людського існування періоди часу, символізуючи світовий потік явищ, плин життя, необоротний перебіг часу і, як наслідок, втрату чи забуття. Вона є символом постійної мінливості: «Не можна двічі ввійти в ту саму річку».
Нерідко річки уявлялися як кордони, перешкоди, що розділяють світи живих і мертвих, вхід у підземне царство, рубіж між своїм простором і чужим. Витік річки має те ж символічне значення, що й ворота чи двері. Воно забезпечує доступ в інше царство, в океан єдності. Мотив вступу в річку означає початок важливої справи, подвиг; переправа через річку — завершення подвигу, знаходження нового статусу, нового життя. В обрядах переходу і при «подорожах» з одного стану в інший, рух звичайно мислиться як переправа з одного берега річки на іншій.
Річка може виступати символом очищення та зцілення. Так, «повернення до джерела» — це повернення до споконвічного, райського стану з метою знайти просвітлення. Вода річок є священною: нею хрестять при першій присвяті, змивають гріхи, очищають тіло й душу, вона знімає утому — фізичну і душевну.

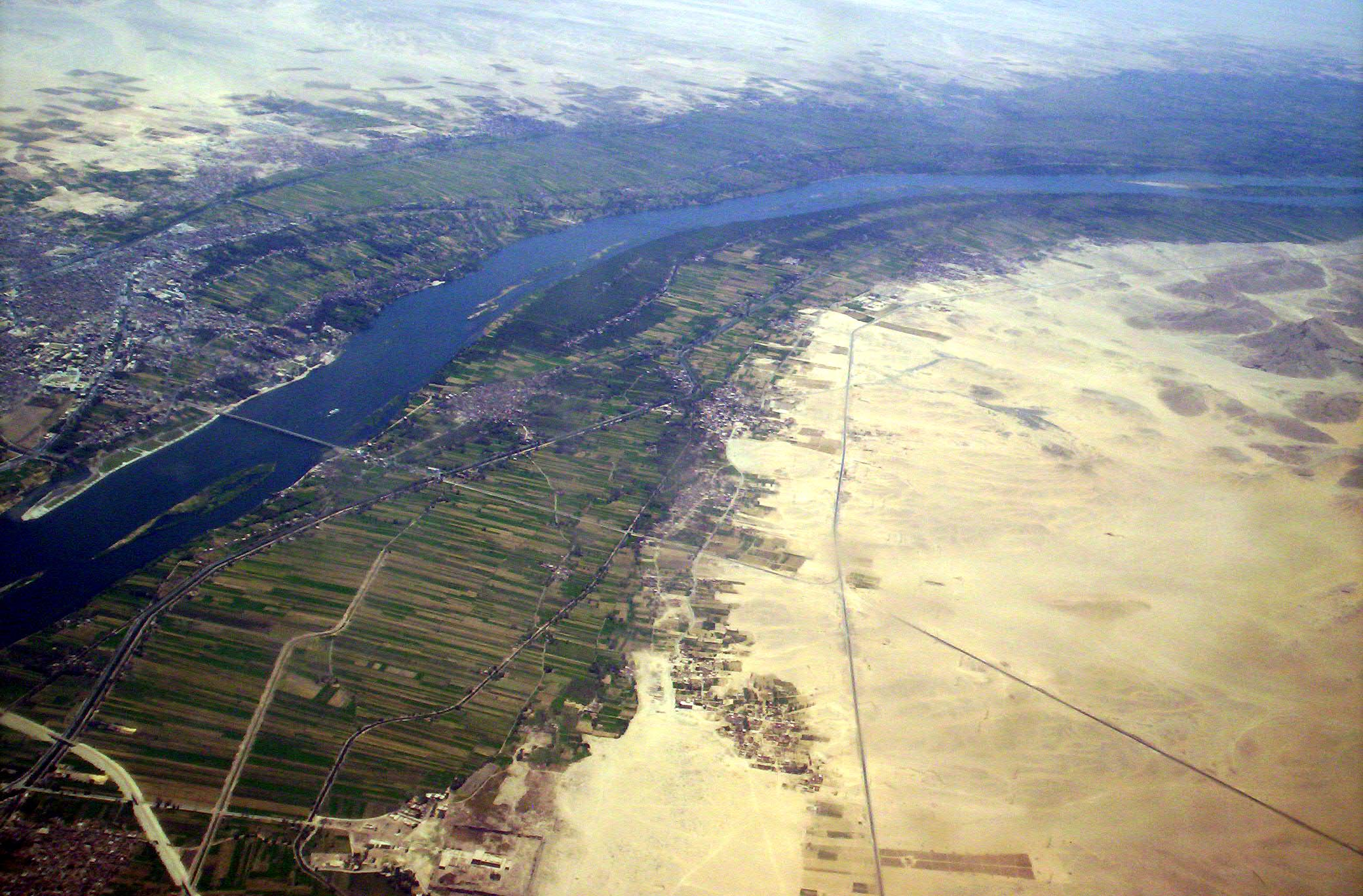
Ніл, «велика річка»

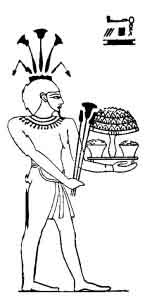
Хапі — уособлення Нілу

Бог Хапі, у Стародавньому Єгипті Ніл, «велика річка», завжди був джерелом життя, загальним надбанням двох земель — Верхнього і Нижнього Єгипту. Широко відомий вислів Геродота: «Єгипет — дарунок Нілу». У багатьох текстах підкреслюється космічність Нілу, його підземний і небесний характер. Існували уявлення, згідно з якими по небесному Нілу вдень пливе човен Сонця. Під землею теж є Ніл, ним Сонце, сівши за обрій, подорожує вночі. Образ підземного Ніла був тісно пов'язаний зі смертю, з душами померлих і судом над ними в потойбічному світі. Звертаючись до бога, єгиптянин говорив: «Ти створив Ніл у пеклі й вивів його на землю за бажанням своїм, щоб продовжити життя людей, подібно тому, як ти дарував їм життя, створивши їх».
Хапі був образом Нілу, що протікав на землі. Він шанувався як «високий Ніл, що дає життя всій країні своїм харчуванням», як той, хто подає вологу і врожай. Згідно з переказом печера, звідки бог стежив за підвладною йому річкою, знаходилася небагато південніше Асуана, на острові Біга біля першого порога. Сам Ніл населяли добрі й злі божества в образі тварин: крокодилів, гіпопотамів, жаб, скорпіонів, змій. Батьком Хапі був первісний океан Нун. Свято, присвячене Хапі, починалось з початком розливу Нілу. Цього дня йому приносили жертви, у річку кидали сувої папірусу з перерахуваннями дарунків.
У Месопотамії водяна стихія вселяє жах, тому що несе із собою руйнування, загрожує смертю людям, розмиває пагорби, на яких побудовані храми богів. За чотири тисячоліття до наших днів так описували грізні повені Тигру і Євфрату: «Нікому не зупинити пожираючий усе потік, коли небо гримить і тремтить земля…» З іншого боку, коли розливаються Тигр і Євфрат, пишно розцвітає життя рослинне і тваринне.
Силу прісних вод, річок, ставків і дощів у Шумерів уособлював бог Енкі. Звичайно Енкі зображується з двома потоками — Тигром і Євфратом, що падають з його пліч чи з вази, яку він тримає в руках. Богу Енкі було доручено облаштування космосу. Він встановив водяний режим Євфрату і Тигру, відокремив болота від моря. Відповідно до міфу бог Енкі разом з богинею Нінмах виліпив людей з річкового мулу; попри дану клятву тримати таємницю, він попередив Атрахасіса про потоп.
Головною річкою ведійської сакральної географії є Сарасваті. Вона благодатна, повноводна, стрімка; її потік величчю перевершує всі інші води; її вода очищує, зцілює, приносить дарунки, їжу, нащадків, життєву силу, безсмертя. Сарасваті — богиня священної мови, тому опікується співаками й поетами.

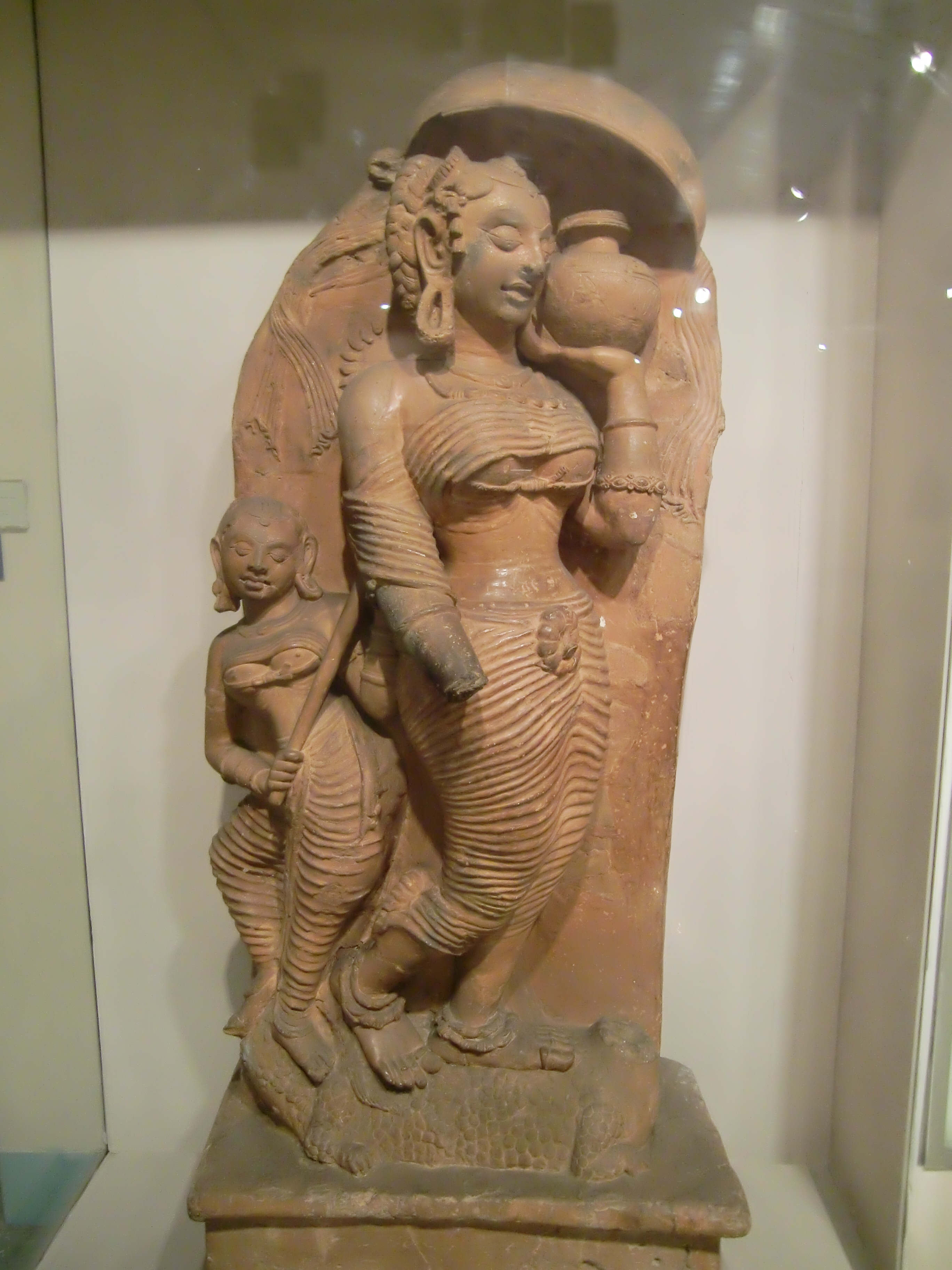
Скульптура Ґанґи в Національному музеї у Нью-Делі

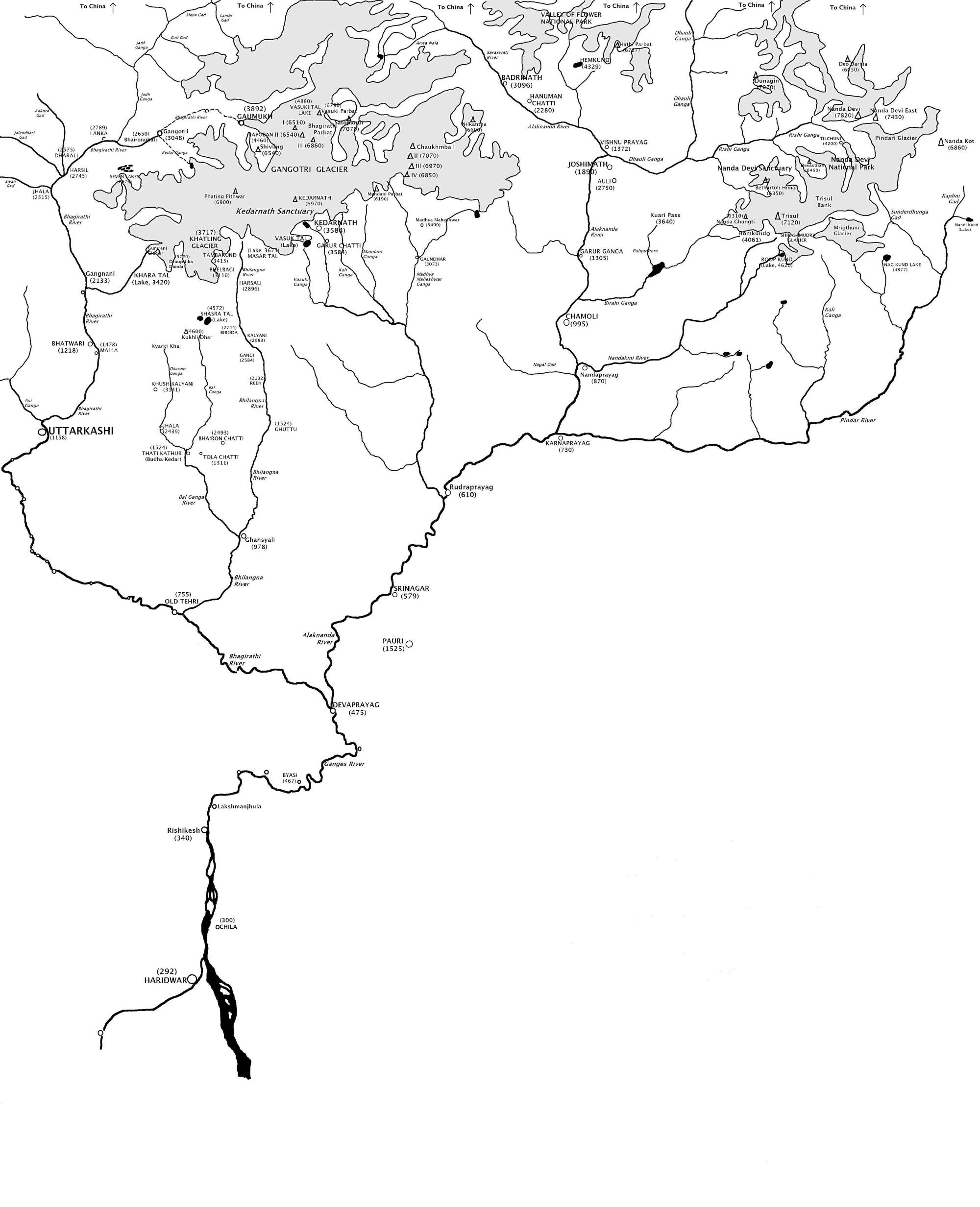
Верхів'я річки Ганг

Для індусів річка Ганг уособлює собою Гангу, богиню очищення. Божественна Ганга — осьовий символ Всесвіту, небесна річка, що вилилася на землю. Коли Ганга падала з неба, її прийняв Шива, щоб вона не зруйнувала своєю вагою землю, а з його голови вона стікала вниз сімома потоками. Злившись з океаном, Ганга пішла в підземний світ — паталу. Вона зображується сидячи на фантастичній морській тварині — макарі, із посудиною, наповненою водою, і з лотосом у руках. Один із синів Ганги став відомим під ім'ям Бхішми — наставника пандавів і кауравів в епосі «Махабхарата».
Щороку прочани роблять довгі і важкі подорожі до Гангу в надії, що їхні гріхи будуть змиті, якщо вони викупаються в цій священній ріці чи нап'ються її води. Індуси також вірять, що якщо вони будуть кремовані на берегах Гангу, а їхній попіл розвіяний над річкою, то їх душі будуть виключені з циклу нових народжень і зможуть досягти нірвани.

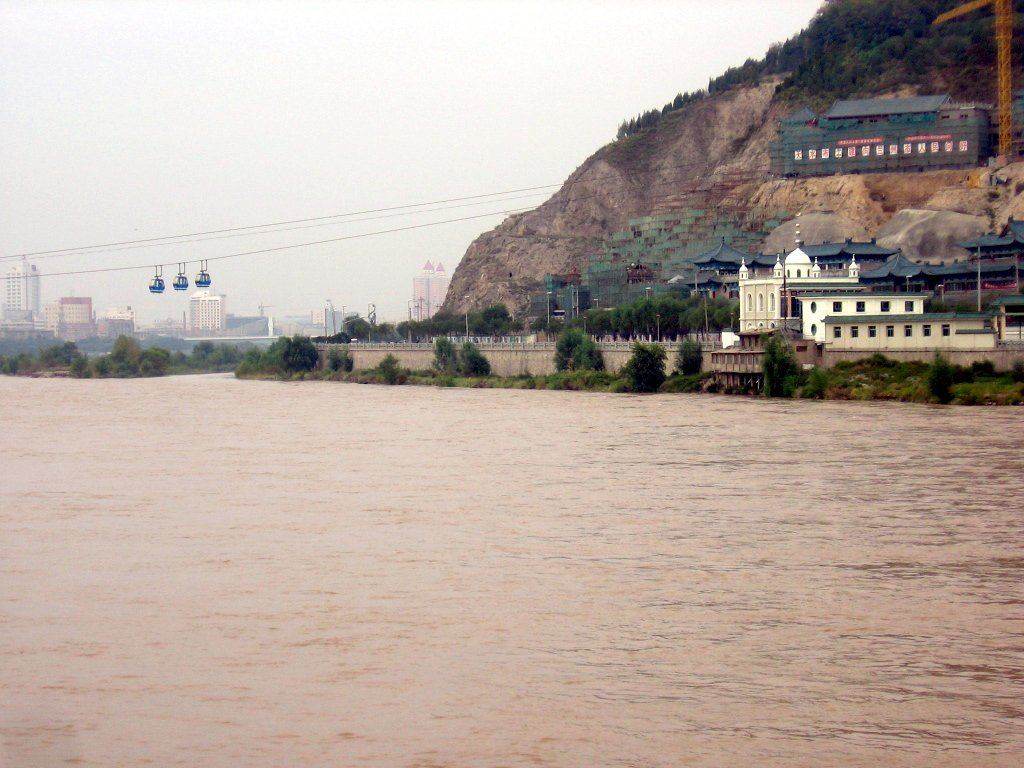
Хуанхе — Жовта річка

У Стародавньому Китаї річка виступала символом вічного життя. Вважалося, що існування держави безпосередньо залежить від гір і річок: якщо гори валяться, а річки висихають, то це провіщує її загибель. Завдання правителя полягає в регулюванні потоку вод, тим більше що керувати людьми за китайськими поняттями — все одно що керувати водами. Так, великий Юй, легендарний правитель, у боротьбі з повінню проклав річки і канали, що доходили до Східного океану і збереглися й донині. А дійшовши до великої річки Хуанхе, Юй зустрів там річкового духа Хе-бо, що дав Юю камінь, на якому було зображено план боротьби з повінню.
Відповідно до легенд, Хуанхе, «Небесна річка» і Чумацький Шлях, зливаються десь на краю світу. Колись це була одна річка, що розділяла світ небесний і світ земний. На її берегах зустрілися Небесна ткаля і Волопас; з історією їхнього кохання і розлуки в Китаї і в Японії пов'язане традиційне свято зустрічі закоханих у сьомий день сьомого місяця на мосту із сорочих хвостів.
Вважалося, що люди, які потонули в річці, ставали її феями і духами. У поганому настрої вони влаштовували повені, здіймали бурі. Існують легенди про боротьбу відважних героїв з цими річковими духами: Чі Бін боровся з драконом, що жив у річці й щороку забирав двох молодих дівчат, стрілець І — з Хе-бо, який завдавав людям лиха.
У скандинавському епосі всі річки беруть початок із джерела, яке називається Киплячий Казан. Вода в нього стікає з «дубових кінчиків рогів» чудесного оленя. Цей олень, Ейктюрнір, «стоячи на Вальгалі, поїдає листя зі світового дерева Іггдрасиль». Потік Киплячий Казан знаходиться в середині царства мертвих, а біля самих воріт Хель, біля пекла, тече річка Г'єль — «гучна». Мерці, що бредуть до Хель, повинні вбрід подолати цю річку.

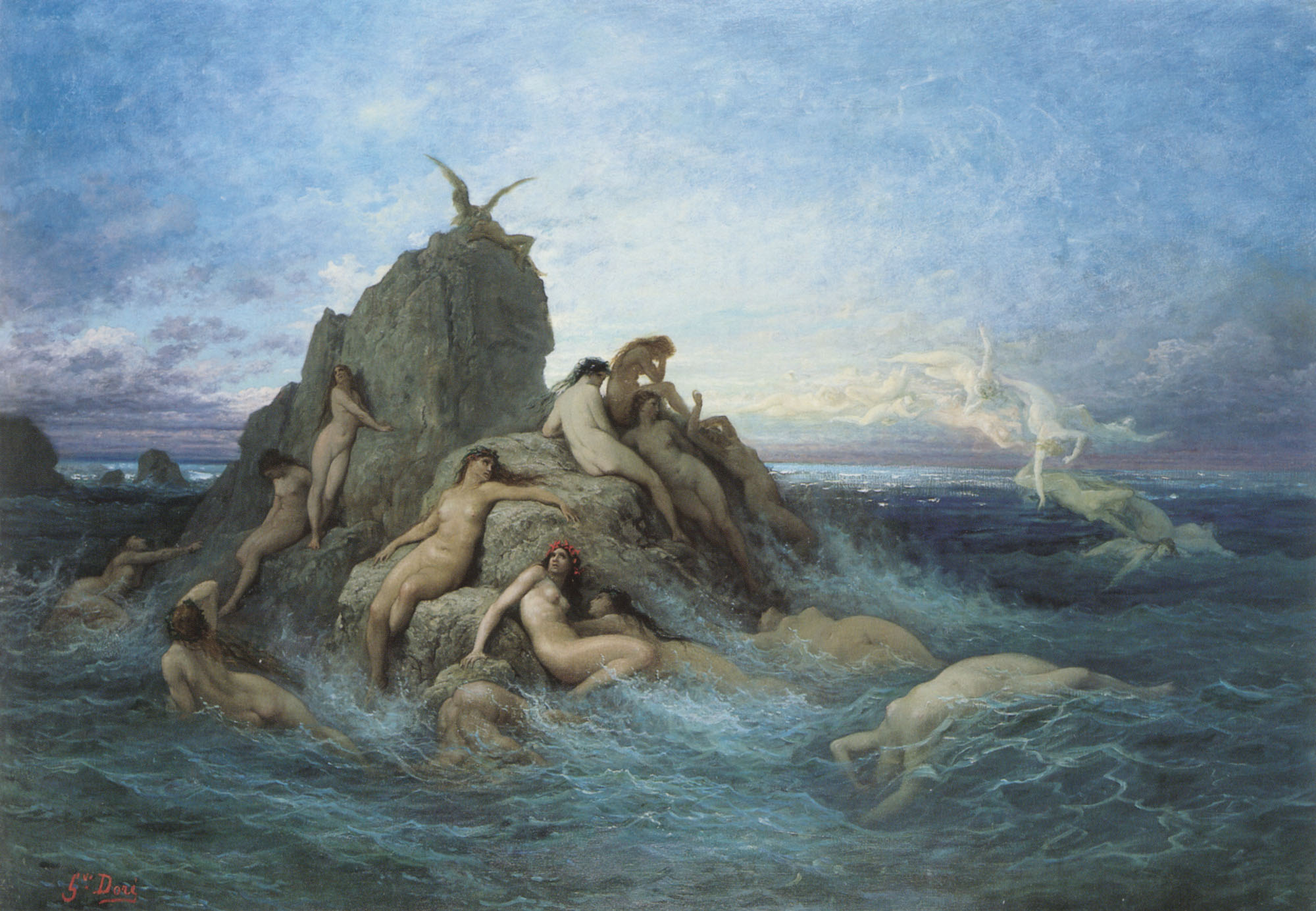
Гюстав Доре. Океаніди

У грецькій міфології Океан — це божество річки, що оточує землю і море. Зі своєю дружиною Тефідою він породив три тисячі дочок — океанід і стільки ж синів — річкових потоків. Океан відомий своїм миролюбством і добротою, він не брав участі у битві титанів проти Зевса і зберіг свою владу, а також довіру олімпійців. Його мудра дочка Метіда — дружина Зевса. Океан омиває на крайньому заході кордони між світами життя і смерті.
Щоб потрапити до Аїду, царства мертвих, душам померлих необхідно було перебороти підземні річки. Кокіт, Стікс, Ахеронт, Пиріфлегетон. Вогненна річка Пиріфлегетон (Флегетон) оточує Аїд. Через Ахеронт Харон перевозить душі померлих. Кокіт (Коцит, «річка плачу») вирізняється крижаним холодом. Лета, уособлення забуття, — річка в царстві мертвих, випивши воду якої, душі померлих забувають своє минуле життя. Клятва водою Стікса — найстрашніша: бог, що порушив її, карається дев'ятирічним вигнанням. Під час розбратів боги за наказом Зевса промовляють клятви над водою Стікса, що приносить Ірида.
У християнській міфології вважається, що річки, як нагорода людям, прокладаються в пустелі, висікаються зі скелі; як покарання — висушуються, перетворюються на пустелю, на смолу, на кров, наповнюються гадами. У християнстві чотири річки раю, що витікають з однієї скелі, символізують чотири Євангелія, що йдуть від Христа, а також є метафорою божественної енергії і духовної їжі, що підтримують весь Всесвіт. Ці «річки води життя» таємниче підмішуються до вод землі і підсолоджують їхню гіркоту. Раннє християнське мистецтво зображує Христа чи Агнця, що стоїть на вершині гори, з якої виливаються чотири потоки. Хресні купелі часто прикрашаються символічними зображеннями райських річок, а вода для водохрещення символізує священну воду Йордану, у якому Іваном був хрещений Ісус.
У геральдичному мистецтві річки означають, що «засновник роду такого шляхетного походження або на службі свого пана здійснив велику подорож через море, або першим переправився через річку, атакуючи чи переслідуючи ворога, або який інший похвальний вчинок на воді вчинив. Так само, як і понині, рухливі води не терплять у собі ніякого падла і гнилості та викидають їх неспокійною хвилею, так само і духи небесні не зволікають і випліскують тих, хто втомлює їх своїм пустомельством. Світлі води очищають від усякої нечистоти, подібно вірному другу, що вкаже не тільки на пороки, але й на шлях порятунку».

## Найдовші річки

### Десять найдовших річок світу
Довжиною річки називається відстань річки від витоку до гирла.
| № п/п | Назва річки          | Довжина (км)                                |
| ----- | -------------------- | ------------------------------------------- |
| 1     | Ніл                  | 6650                                        |
| 2     | Міссісіпі з Міссурі  | 6420                                        |
| 3     | Амазонка             | 6400                                        |
| 4     | Янцзи                | 6300                                        |
| 5     | Об з Іртишем         | 5410                                        |
| 6     | Амур з Аргунь        | 4410                                        |
| 7     | Лена                 | 4400                                        |
| 8     | Конго                | 4380 або 4670 залежно від визначення витоку |
| 9     | Хуанхе (Жовта річка) | 4350                                        |
| 10    | Макензі              | 4240                                        |

### Найдовші річки України (зазначена загальна довжина)
- Дунай (2960 км)
- Дніпро (2201 км)
- Дністер (1362 км)
- Десна (1130 км)
- Сіверський Донець (1053 км)
- Прут (967 км)
- Тиса (966 км)
- Південний Буг (806 км)
- Західний Буг (772 км)
- Прип'ять (761км)

## Цікаві факти
За офіційними гідрологічними класифікаторами річки не належать до класу «водойма» (англ. still waters). Натомість річки належать до водотоків, які є підкласом поняття «водний об'єкт» (англ. body of water, waterbody.